# 梅拿足球學校
梅拿足球學校是一支斯洛文尼亞職業足球隊，位於斯洛文尼亞東北部城市穆爾斯卡索博塔，前身為2005年成立的ND梅拿05（ND Mura 05），2012年遭遇財政困難解散獲重組，目前參加斯洛文尼亞足球甲級聯賽，2020–21年賽季首次奪得斯洛文尼亞頂級聯賽冠軍。

## 外部鏈接
- 官方網站 （页面存档备份，存于） （斯洛維尼亞語）